# Vaccinium nitens
Vaccinium nitens är en ljungväxtart som beskrevs av Herman Otto Sleumer. Vaccinium nitens ingår i Blåbärssläktet, och familjen ljungväxter. Inga underarter finns listade i Catalogue of Life.